# Paullinia alata
Paullinia alata är en kinesträdsväxtart som först beskrevs av Ruiz & Pav., och fick sitt nu gällande namn av George Don. Paullinia alata ingår i släktet Paullinia och familjen kinesträdsväxter. Inga underarter finns listade i Catalogue of Life.